# 青成烈
青成烈（？—？）名伟，四川南充人。中华民国政治人物。

## 生平
青成烈曾在西康担任县长，本是中国青年党领导人李璜的亲信，后因侵蚀中国青年党党费，被李璜责难，遂结仇，于1945年在成都纠集中国青年党党员20多人，组织“励行社”，藉以争夺中国青年党党权。1945年9月，青成烈因争夺中国青年党成都市党部书记失败，掀起斗殴，遭到中国青年党党内反对，“励行社”不久便瓦解。青成烈乃纠集残部，与李璜的亲信李公权、邓兴亚等人组织“中流社”，欲借此夺得中国青年党四川省党部书记的职务。1946年9月，“中流社”在成都成立，由青成烈、余雪峰、吴仲申、刘历荣等9人组成，故又称“九人团”，青成烈为该社首领。又于1946年冬，发行《政治路线月刊》作为宣传工具，以“政治路线社”为“中流社”的公开名称，因此更遭到中国青年党人的反对，青成烈夺取中国青年党四川省党部的计划失败，乃将“政治路线社”作为“中流社”的外围组织。
1947年3月1日，青成烈出任国民政府立法院第四届立法委员。